# قرار مجلس الأمن التابع للأمم المتحدة رقم 1910
قرار مجلس الأمن التابع للأمم المتحدة رقم 1910، الذي تم تبنيه بالإجماع في 28 يناير 2010، بعد الاستماع إلى توصيات الأمين العام والتذكير بالقرارات 1325 (2000)، 1612 (2005)، 1674 (2006)، 1738 (2006)، 1820 (2008)، 1863 (2009)، 1882 (2009)، 1888 (2009) و1894 (2009)، أذن المجلس بتمديد ولاية بعثة الاتحاد الأفريقي في الصومال حتى 31 يناير 2011، مطالبا إياها بزيادة قوتها لتنفيذ ولايتها.
وطلب المجلس، عملاً بالفصل السابع من ميثاق الأمم المتحدة، من بعثة الاتحاد الأفريقي في الصومال مساعدة الحكومة الاتحادية الانتقالية على تطوير قوات الشرطة والأمن، بما يكفل استخدام جميع المعدات والخدمات بشفافية وفعالية. كما طلب من الأمين العام المساعدة في هذه العملية، ولكن ليس تحويل الأموال حتى 31 يناير 2011.
كما دعا القرار الدول الأعضاء إلى المساهمة في صندوق الأمم المتحدة الاستئماني لبعثة الاتحاد الأفريقي في الصومال.